# Домінік Лампсоніус
Домінік Лампсоніус (Dominicus Lampsonius або фр. Dominique Lampson 1532, Брюгге — 1599, Льєж) — південнонідерландский гуманіст, письменник, секретар кардинала і трьох князів-єпископів, менше художник.

## Життєпис
Народився в місті Брюгге. Освіту здобув в університеті міста Левен, що було покажчиком непересічних здібностей. Про здібності молодика свідчили також вірші, здатність до письменства і аналітики, здібності педагогічні і художні (знався на техніці малярства). В ньому було зернятко універсальності (чи прагнення мати універсальність), притаманне видатним особам доби відродження.
Домінік Лампсоніус автор віршів і епіграм, створених латиною.

## Чотири роки в Британії і повернення у Льєж
Його обрав власним секретарем кардинал Реджинал Пол (1500—1558). Чотири роки (1554—1558) Лампсоніус мешкав в Кентербері, де була резиденція Реджинала Пола. По смерті кардинала (що керував свого часу Тридентським собором, а в Британії реорганізовував англіканську церкву) він перебрався до міста Льєж, де обіймав посаду секретаря низки князів-єпископів.

## Педагог і історик
Відомо, що Домінік Лампсоніус був керівником освіти художника Отто ван Веена (бл. 1556—1629). Прихильність до талановитих художників зберіг і надалі, про що свідчать його спроби створити життєпис художника з міста Льєж Ламберта Ломбарда (1505—1566).
Домінік Лампсоніус робив сам історичні розшуки і під час листування з істориком Лодовіко Гвіччардіні надавав тому історичні факти щодо історії Нідерландів.

## Листування з Джорджо Вазарі і Джуліо Кловіо
Не Джорджо Вазарі належить ініціатива створення «Життєписів», що так його уславили. Ініціатива (ідея) створення належала єпископу Паоло Джовіо (1483—1552), виказана під час званого обіду в присутності папи римського Павла ІІІ.
Критику Джорджо Вазарі вже мав після оприлюднення першого видання «Життєписів…» 1550 р. Домінік Лампсоніус листувався з італійським істориком Лодовіко Гвіччардіні (1521—1589) і з Вазарі, у котрого ніколи не було університетської освіти. Вже Лампсоніуса не задовольняли недостовірні і неповні свідоцтва про нідерландських художників, викладені Вазарі в першому виданні (тоді як неповними були і свідоцтва про низку італійських майстрів). В листі до Вазарі Лампсоніус захищав нідерландських митців від зневажливих оцінок несправедливого автора і жалкував щодо низькоякісного відтворення художніх робіт. (Митці Нідерландів на той час були суперниками-конкурентами багатьох італійських художників, а в портретному жанрі давно порівнялись з італійцями чи навіть переважали їх в композиціях і психологічних характеристиках).
Лампсоніус навіть пропонував Джорджо Вазарі поміч нідерландських граверів (якісний рівень графіки котрих суттєво тоді переважав рівень робіт граверів італійців), щоби покращити візуальні матеріали видання. Спроби покращити знайомство нідерландців зі скарбами італійського мистецтва привели Лампсоніуса до Джуліо Кловіо, котрому він пропонував поміч у створенні якісних гравюр з видатних творів геніального Мікеланджело Буонарроті, тобто популяризувати шедеври мистецтва.

## «Портрети декількох уславлених художників»

Титульна сторінка видання «Портрети декількох уславлених художників»

Історіографічні пошуки не припинялись і в галузі мистецтва. Лампсоніус співпрацював з нідерландським видавцем Ієронімом Коком при створені нового видання про видатних національних художників. Видавець помер раніше, ніж була закінчена підготовча робота. Справу чоловіка продовжили дружина померлого і Лампсоніус. Видання, оприлюднене 1572 року, отримало назву «Pictorum aliquot celebrium Germaniae inferioris effigies» («Портрети декількох уславлених художників Нижньої Німеччини», бо назву країни декілька разів суттєво змінювали впродовж віків). Лампсоніус був автором віршованого супроводу латиною до графічних портретів. Портретів було двадцять два, супровід мав панегіричний характер, актом скорботи, і Домінік Лампсоніус пропонував посумувати з приводу смерті Ієроніма Кока. До 1572 року нікого з перелічених митців вже не було серед живих, серед них Губерт ван Ейк, Ян ван Ейк, Рогір ван дер Вейден, Ієронімус Босх, Дірк Боутс,Мабюз, Бернард ван Орлей, Йоахим Патінір,Ян Корнеліс Вермеєн, Лука Лейденський, Ян ван Амстел, Йоос ван Клеве, Маттіс Кок, Геррі мет де Блес, Пітер Кук ван Альст, Ян ван Скорель, Ламберт Ломбард, Пітер Брейгель старший, Віллем Кей, Франс Флорис і вище згаданий гравер і видавець Ієронім Кок.
Дивним чином високі оцінки творчості перелічених художників збігаються з оцінками 20 століття. В 16 та в 17 століттях створений список уславлених нідерландських художників набув значення канону уславлених національних майстрів. Видання «Портрети декількох уславлених художників Нижньої Німеччини» набагато раніше передувало створенню життєписів, що оприлюднив Карел ван Мандер 1604 року.
Видання з тою же назвою було повторене 1610 року Гендріком Гондіусом у збільшеному форматі (шістдесят дев'ять майстрів), куди складовою частиною увійшли свідоцтва і портрети 22 художників, створені Домініком Лампсоніусом. Традиція, таким чином, не увірвалась.